# Le Ponchel
Le Ponchel est une commune française située dans le département du Pas-de-Calais en région Hauts-de-France. Ses habitants sont appelés les Ponchelois. La commune est membre de la communauté de communes du Ternois.

## Géographie

### Localisation
Localisée dans le sud du département du Pas-de-Calais et limitrophe du département de la Somme, Le Ponchel est une commune rurale de la vallée de l'Authie située, à vol d'oiseau, à 4 km au nord-ouest de la commune d'Auxi-le-Château, dont elle est limitrophe, à 12 km au sud de la commune d'Hesdin-la-Forêt et à 49 km à l'ouest de la commune d’Arras (chef-lieu d'arrondissement).
Le territoire de la commune est limitrophe de ceux de cinq communes, dont une, Vitz-sur-Authie, dans le département de la Somme.
Les communes limitrophes sont Vaulx, Auxi-le-Château, Gennes-Ivergny, Willencourt et Vitz-sur-Authie.

### Géologie et relief
La superficie de la commune est de 4,68 km2 ; son altitude varie de 22  à   116 m.

### Hydrographie
Le territoire de la commune est situé dans le bassin Artois-Picardie.
La commune est traversée par le fleuve côtier l'Authie, d'une longueur de 108,18 km, qui prend sa source dans la commune de Coigneux, située dans le département de la Somme, et qui se jette dans la Manche entre les communes de Berck et de Fort-Mahon-Plage, et par le grand marais, d'une longueur de 2,15 km.

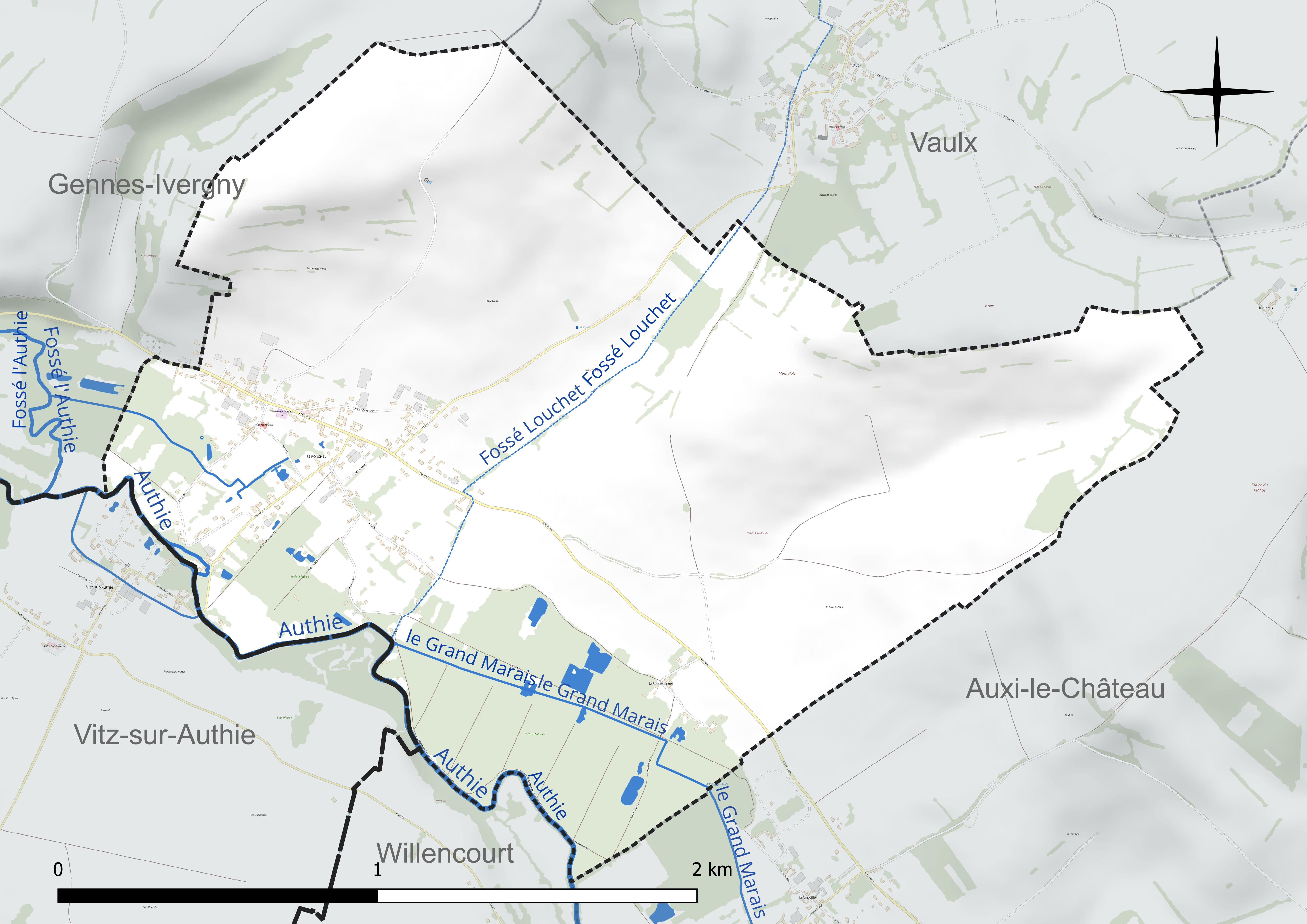
Réseau hydrographique du Ponchel.

### Climat
Pour des articles plus généraux, voir Climat des Hauts-de-France et Climat du Nord-Pas-de-Calais.
En 2010, le climat de la commune est de type climat océanique altéré, selon une étude du Centre national de la recherche scientifique (CNRS) s'appuyant sur une série de données couvrant la période 1971-2000. En 2020, Météo-France publie une typologie des climats de la France métropolitaine dans laquelle la commune est exposée à un climat océanique et est dans la région climatique Côtes de la Manche orientale, caractérisée par un faible ensoleillement (1 550 h/an) ; forte humidité de l’air (plus de 20 h/jour avec humidité relative > 80 % en hiver), vents forts fréquents.
Pour la période 1971-2000, la température annuelle moyenne est de 10,2 °C, avec une amplitude thermique annuelle de 13,3 °C. Le cumul annuel moyen de précipitations est de 830 mm, avec 12,6 jours de précipitations en janvier et 8,3 jours en juillet. Pour la période 1991-2020, la température moyenne annuelle observée sur la station météorologique la plus proche, située sur la commune de Bernaville à 15 km à vol d'oiseau, est de 10,4 °C et le cumul annuel moyen de précipitations est de 877,3 mm,. Pour l'avenir, les paramètres climatiques de la commune estimés pour 2050 selon différents scénarios d'émission de gaz à effet de serre sont consultables sur un site dédié publié par Météo-France en novembre 2022.

### Paysages
Pour un article plus général, voir Paysage en France.
La commune s'inscrit dans le « paysage du val d’Authie » tel que défini dans l’atlas des paysages de la région Nord-Pas-de-Calais, conçu par la direction régionale de l'Environnement, de l'Aménagement et du Logement (DREAL),.
Ce paysage, qui concerne 83 communes, se délimite : au sud, dans le département de la  Somme par le « paysage de l’Authie et du Ponthieu, dépendant de l’atlas des paysages de la Picardie et au nord et à l’est par les paysages du Montreuillois, du Ternois et les paysages des plateaux cambrésiens et artésiens. Le caractère frontalier de la vallée de l’Authie, aujourd’hui entre le Pas-de-Calais et la Somme, remonte au Moyen Âge où elle séparait le royaume de France du royaume d’Espagne, au nord.
Son coteau Nord est net et escarpé alors que le coteau Sud offre des pentes plus douces. À l’Ouest, le fleuve s’ouvre sur la baie d'Authie, typique de l’estuaire picard, et se jette dans la Manche. Avec son vaste estuaire et les paysages des bas-champs, la baie d’Authie contraste avec les paysages plus verdoyants en amont.
L’Authie, entaille profonde du plateau artésien, a créé des entités écopaysagères prononcées avec un plateau calcaire dont l’altitude varie de 100  à   163 m qui s’étend de chaque côté du fleuve. L’altitude du plateau décline depuis le pays de Doullens, à l'est (point culminant à 163 m), vers les bas-champs picards, à l'ouest (moins de 40 m). Le fond de la vallée de l’Authie, quant à lui, est recouvert d’alluvions et de tourbes. L’Authie est un fleuve côtier classé comme cours d'eau de première catégorie où le peuplement piscicole dominant est constitué de salmonidés. L’occupation des sols des paysages de la Vallée de l’Authie est composée pour 70 % en culture.

### Milieux naturels et biodiversité

#### Zone naturelle d'intérêt écologique, faunistique et floristique
L’inventaire des zones naturelles d'intérêt écologique, faunistique et floristique (ZNIEFF) a pour objectif de réaliser une couverture des zones les plus intéressantes sur le plan écologique, essentiellement dans la perspective d’améliorer la connaissance du patrimoine naturel national et de fournir aux différents décideurs un outil d’aide à la prise en compte de l’environnement dans l’aménagement du territoire.
Le territoire communal comprend une ZNIEFF de type 2 : la moyenne vallée de l’Authie et ses versants entre Beauvoir-Wavans et Raye-sur-Authie. Cette ZNIEFF de la moyenne vallée de l’Authie comprend une organisation paysagère régulière avec le fond de vallée humide, des versants calcaires, pentes boisées et hauteurs cultivées.

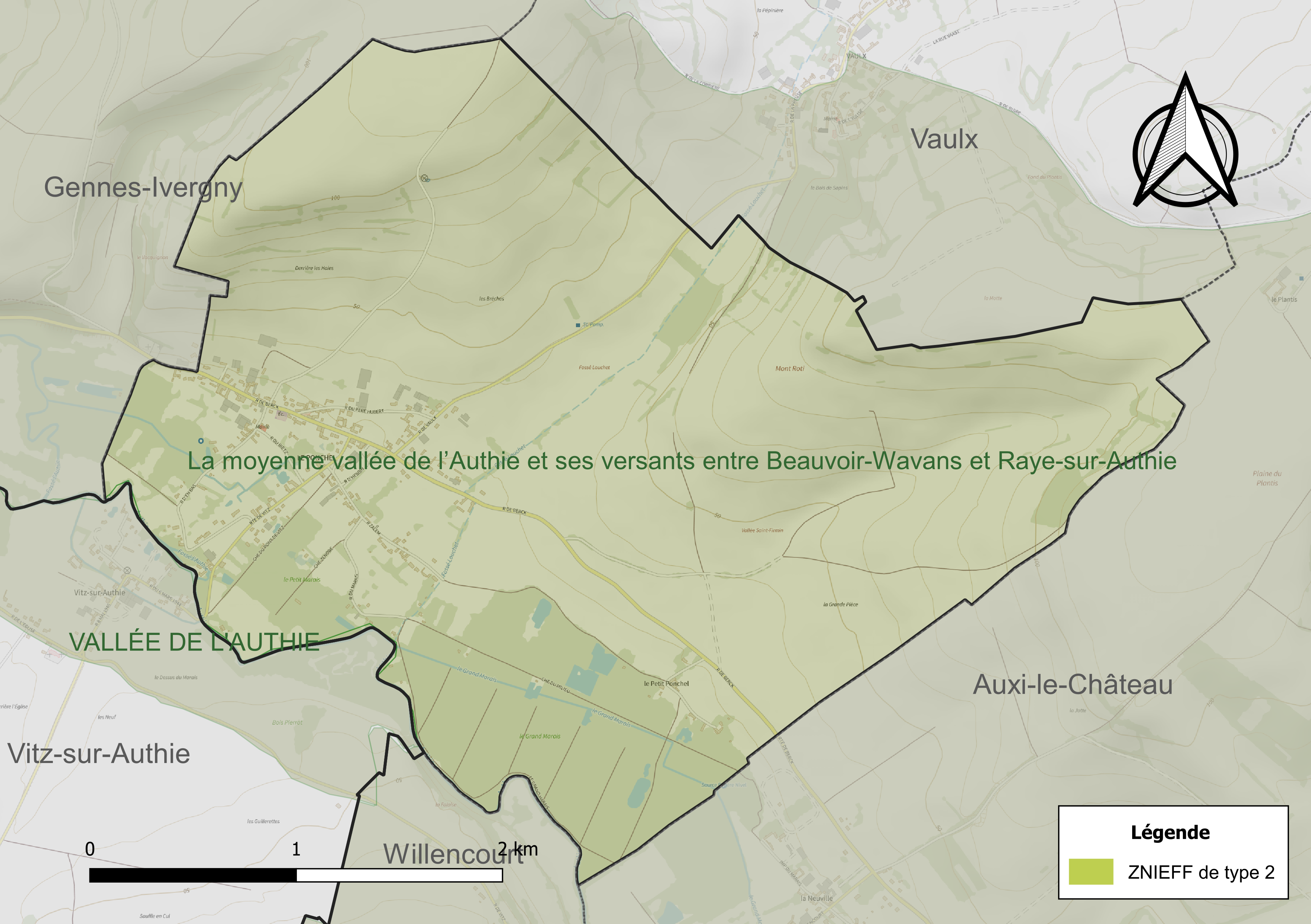
Carte de la ZNIEFF sur la commune.

#### Site Natura 2000
Le réseau Natura 2000 est un réseau écologique européen de sites naturels d’intérêt écologique élaboré à partir des directives « habitats » et « oiseaux ». Ce réseau est constitué de zones spéciales de conservation (ZSC) et de zones de protection spéciale (ZPS). Dans les zones de ce réseau, les États membres s'engagent à maintenir dans un état de conservation favorable les types d'habitats et d'espèces concernés, par le biais de mesures réglementaires, administratives ou contractuelles.
Sur la commune, un site Natura 2000 de type B est défini en site d'importance communautaire (SIC) : les pelouses, bois, forêts neutrocalcicoles et système alluvial de la moyenne vallée de l'Authie, d’une superficie de 115 ha et d'une altitude variant de 17  à   138 mètres.

#### Espèces faunistiques et floristiques
L’Inventaire national du patrimoine naturel (INPN) recense plusieurs espèces faunistiques et floristiques sur le territoire de la commune dont certaines sont protégées et d’autres menacées et quasi-menacées.

## Urbanisme

### Typologie
Au 1er janvier 2024, Le Ponchel est catégorisée commune rurale à habitat dispersé, selon la nouvelle grille communale de densité à sept niveaux définie par l'Insee en 2022.
Elle est située hors unité urbaine et hors attraction des villes,.

### Occupation des sols
L'occupation des sols de la commune, telle qu'elle ressort de la base de données européenne d’occupation biophysique des sols Corine Land Cover (CLC), est marquée par l'importance des territoires agricoles (80,5 % en 2018), en augmentation par rapport à 1990 (78,5 %). La répartition détaillée en 2018 est la suivante : 
terres arables (55 %), prairies (16 %), forêts (11,7 %), zones agricoles hétérogènes (9,5 %), zones urbanisées (7,9 %). L'évolution de l’occupation des sols de la commune et de ses infrastructures peut être observée sur les différentes représentations cartographiques du territoire : la carte de Cassini (XVIIIe siècle), la carte d'état-major (1820-1866) et les cartes ou photos aériennes de l'IGN pour la période actuelle (1950 à aujourd'hui).

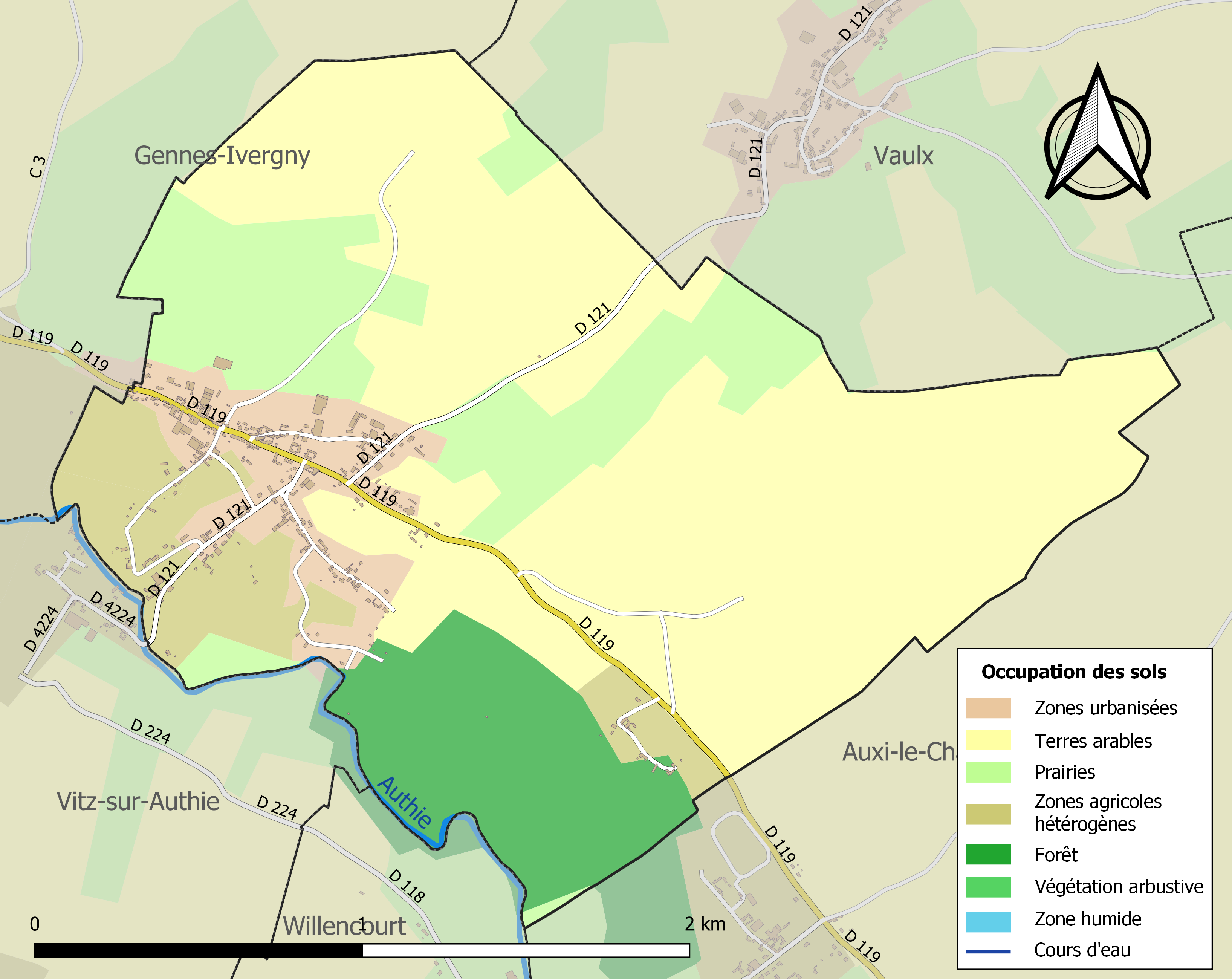
Carte des infrastructures et de l'occupation des sols de la commune en 2018 (CLC).

### Logement
En 2020, le nombre total de logements dans la commune était de 139, alors qu'il était de 132 en 2015 et de 133 en 2010.
Parmi ces logements, 75,6 % étaient des résidences principales, 20,8 % des résidences secondaires et 3,6 % des logements vacants. Ces logements étaient  tous des maisons individuelles.
Le tableau ci-dessous présente la typologie des logements au Ponchel en 2020 en comparaison avec celle du Pas-de-Calais et de la France entière. Une caractéristique marquante du parc de logements est ainsi une proportion de résidences secondaires et logements occasionnels (20,8 %) supérieure à celle du département (6,5 %) et à celle de la France entière (9,7 %).
| Typologie                                               | Le Ponchel | Pas-de-Calais | France entière |
| ------------------------------------------------------- | ---------- | ------------- | -------------- |
| Résidences principales (en %)                           | 75,6       | 86,1          | 82,1           |
| Résidences secondaires et logements occasionnels (en %) | 20,8       | 6,5           | 9,7            |
| Logements vacants (en %)                                | 3,6        | 7,5           | 8,2            |

## Toponymie
Le nom de la localité est attesté sous les formes Poncel au XIIe siècle ; Poncellum en 1241 ; Le Ponchel au XIVe siècle ; Ponches en 1793 ; Ponchel et Le Ponchel depuis 1801.
Le Ponchel tiendrait son nom du petit pont implanté sur la commune et qui permettait de franchir l'Authie.

## Histoire
Jacques Bertoult, écuyer, seigneur du Ponchel, domicilié à Arras a obtenu une exemption du droit de nouvel acquêt (droit à payer par les non nobles ayant acheté certains fiefs, il s'agit donc d'une reconnaissance de noblesse)  le 10 janvier 1501. Il a épousé Jacqueline de Wailly, fille de Jean, écuyer, domicilié à La Bassée. Jacques était le proave (bisaïeul, arrière-grand-père) de Robert Bertoult. Robert Bertoult, seigneur de Fief, Wailly, en la comté de Herlies, se voit lui aussi exempté de ce droit le 16 octobre 1583. Robert Bertoult a présenté en 1583 une demande pour que les lettres d'anoblissement accordées le 15 novembre 1555 par Charles V (Charles Quint) à Pierre de la Salle, licencié es lois, originaire d'Artois, soient enregistrées, ce qui été fait le 5 juillet 1583. Robert Bertoult, époux de Jacqueline de La Salle, fille de Pierre de La Salle  a présenté cette demande conjointement avec Philippe du Chastel, chevalier, seigneur de Blamisalval , de La Bourse, etc., époux de Marie de La Salle, sœur de Jacqueline. Robert Bertoult a pour armes « De gueules à une fasce d'or accompagnée de 3 coquilles d'or en chef et en pointe d'un lion d'or ».
Le Ponchel était le siège d'une seigneurie dans la société d'ancien régime et ce, jusqu'à la Révolution française.
D'après l'historien français Auguste de Loisne : « Le Ponchel, en 1789, fait partie du bailliage d’Hesdin et suit la coutume d’Artois. Son église paroissiale, diocèse d'Amiens, doyenné de Labroye, est consacrée à saint Thomas de Cantorbéry. »

## Politique et administration

### Découpage territorial
La commune se trouve dans l'arrondissement d'Arras du département du Pas-de-Calais.

#### Commune et intercommunalités
La commune est membre de la communauté de communes du Ternois qui regroupe 103 communes et totalise 37 469 habitants en 2021.

#### Circonscriptions administratives
La commune est rattachée au canton d'Auxi-le-Château.

#### Circonscriptions électorales
Pour l'élection des députés, la commune fait partie de la première circonscription du Pas-de-Calais.

### Élections municipales et communautaires

#### Liste des maires
| Période                                  | Période                    | Identité              | Étiquette | Qualité                                                                                            |
| ---------------------------------------- | -------------------------- | --------------------- | --------- | -------------------------------------------------------------------------------------------------- |
| Les données manquantes sont à compléter. |                            |                       |           | |
| mars 2001                                | En cours (au 2 avril 2022) | Jacqueline Dewarumetz |           | Ancienne profesion intermédiaire Réélue pour le mandat 2014-2020, Réélue pour le mandat 2020-2026, |

## Population et société

### Démographie
Les habitants sont appelés les Ponchelois.

#### Évolution démographique
L'évolution du nombre d'habitants est connue à travers les recensements de la population effectués dans la commune depuis 1793. Pour les communes de moins de 10 000 habitants, une enquête de recensement portant sur toute la population est réalisée tous les cinq ans, les populations de référence des années intermédiaires étant quant à elles estimées par interpolation ou extrapolation. Pour la commune, le premier recensement exhaustif entrant dans le cadre du nouveau dispositif a été réalisé en 2004.

En 2022, la commune comptait 212 habitants, en évolution de +4,43 % par rapport à 2016 (Pas-de-Calais : −0,72 %, France hors Mayotte : +2,11 %).
| 1793 | 1800 | 1806 | 1821 | 1831 | 1836 | 1841 | 1846 | 1851 |
| ---- | ---- | ---- | ---- | ---- | ---- | ---- | ---- | ---- |
| 407  | 399  | 406  | 460  | 431  | 443  | 460  | 440  | 435  |

| 1856 | 1861 | 1866 | 1872 | 1876 | 1881 | 1886 | 1891 | 1896 |
| ---- | ---- | ---- | ---- | ---- | ---- | ---- | ---- | ---- |
| 413  | 430  | 447  | 423  | 396  | 385  | 368  | 354  | 346  |

| 1901 | 1906 | 1911 | 1921 | 1926 | 1931 | 1936 | 1946 | 1954 |
| ---- | ---- | ---- | ---- | ---- | ---- | ---- | ---- | ---- |
| 318  | 317  | 306  | 276  | 271  | 267  | 238  | 267  | 269  |

| 1962 | 1968 | 1975 | 1982 | 1990 | 1999 | 2004 | 2006 | 2009 |
| ---- | ---- | ---- | ---- | ---- | ---- | ---- | ---- | ---- |
| 239  | 230  | 192  | 193  | 210  | 213  | 225  | 227  | 219  |

| 2014 | 2019 | 2022 | - | - | - | - | - | - |
| ---- | ---- | ---- | - | - | - | - | - | - |
| 207  | 215  | 212  | - | - | - | - | - | - |

#### Pyramide des âges
La population de la commune est relativement âgée.
En 2018, le taux de personnes d'un âge inférieur à 30 ans s'élève à 22,4 %, soit en dessous de la moyenne départementale (36,7 %). À l'inverse, le taux de personnes d'âge supérieur à 60 ans est de 41,9 % la même année, alors qu'il est de 24,9 % au niveau départemental.
En 2018, la commune comptait 103 hommes pour 108 femmes, soit un taux de 51,18 % de femmes, légèrement inférieur au taux départemental (51,50 %).
Les pyramides des âges de la commune et du département s'établissent comme suit.
| Hommes | Classe d’âge | Femmes |
| ------ | ------------ | ------ |
| 0,0    | 90 ou +      | 0,9    |
| 13,3   | 75-89 ans    | 12,7   |
| 26,7   | 60-74 ans    | 30,0   |
| 24,8   | 45-59 ans    | 20,0   |
| 13,3   | 30-44 ans    | 13,6   |
| 10,5   | 15-29 ans    | 9,1    |
| 11,4   | 0-14 ans     | 13,6   |

| Hommes | Classe d’âge | Femmes |
| ------ | ------------ | ------ |
| 0,5    | 90 ou +      | 1,6    |
| 5,6    | 75-89 ans    | 8,9    |
| 16,7   | 60-74 ans    | 18,1   |
| 20,2   | 45-59 ans    | 19,2   |
| 18,9   | 30-44 ans    | 18,1   |
| 18,2   | 15-29 ans    | 16,2   |
| 19,9   | 0-14 ans     | 17,9   |

## Économie

### Revenus de la population et fiscalité
En 2021, selon l'Institut national de la statistique et des études économiques (Insee), le revenu fiscal médian par ménage de la commune est de 19 980 €, de 20 720 € au niveau du département et de 23 080 € au niveau de la métropole,,.

## Culture locale et patrimoine

### Lieux et monuments
- L'église Saint-Jean-Baptiste[20].
- Le monument aux morts[33].

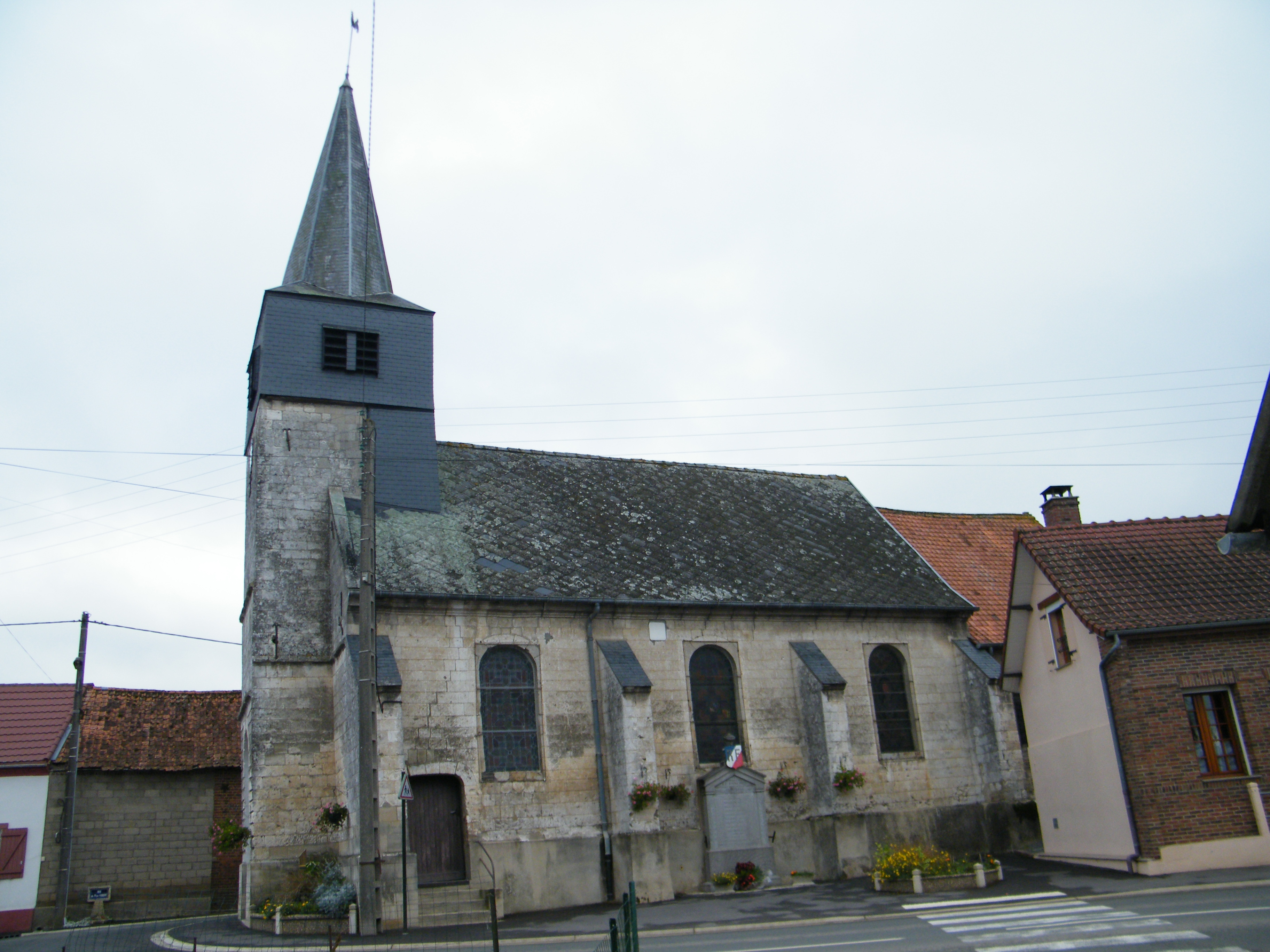
Autre vue de Saint-Jean-Baptiste.
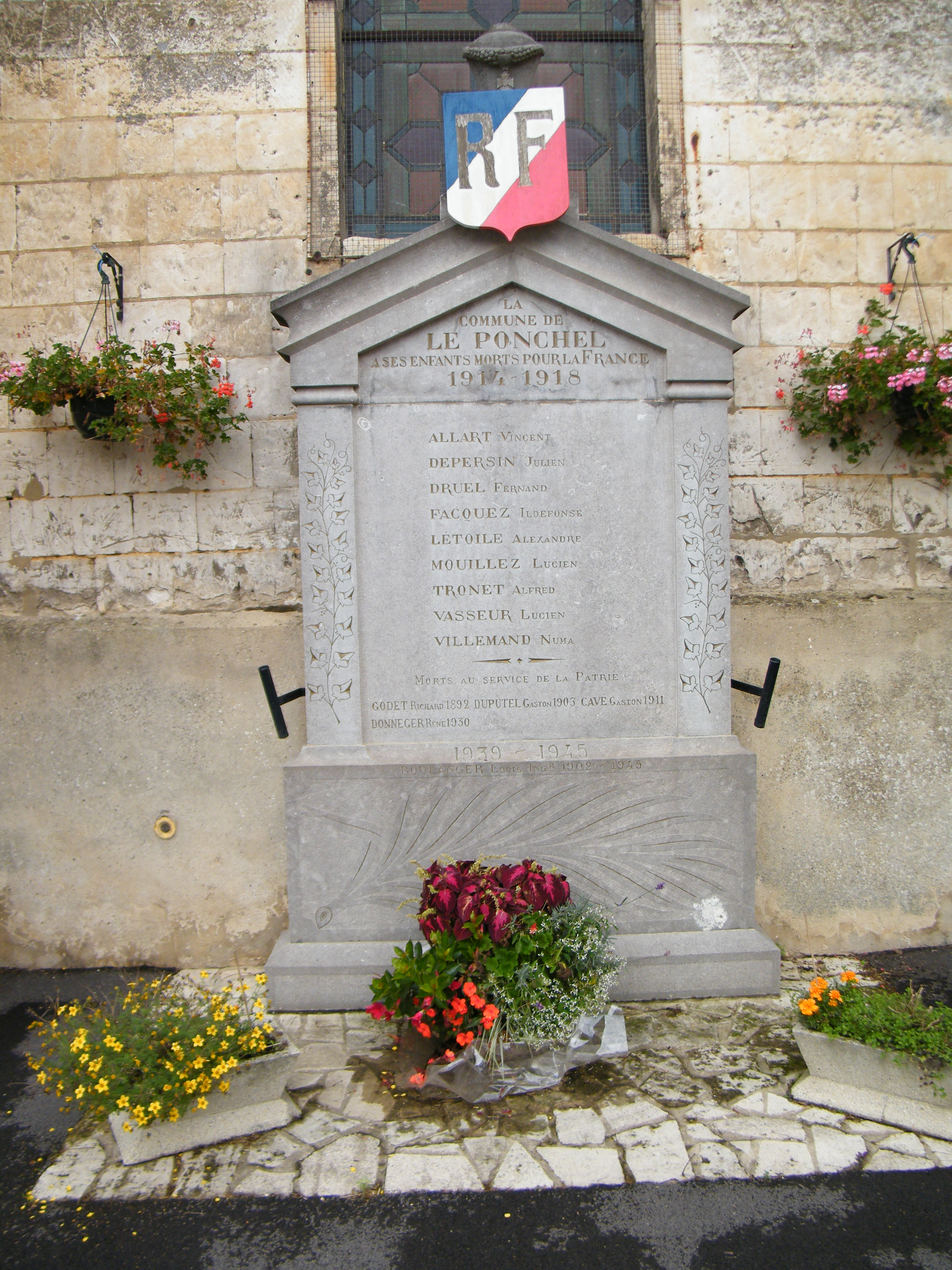
Le monument aux morts.
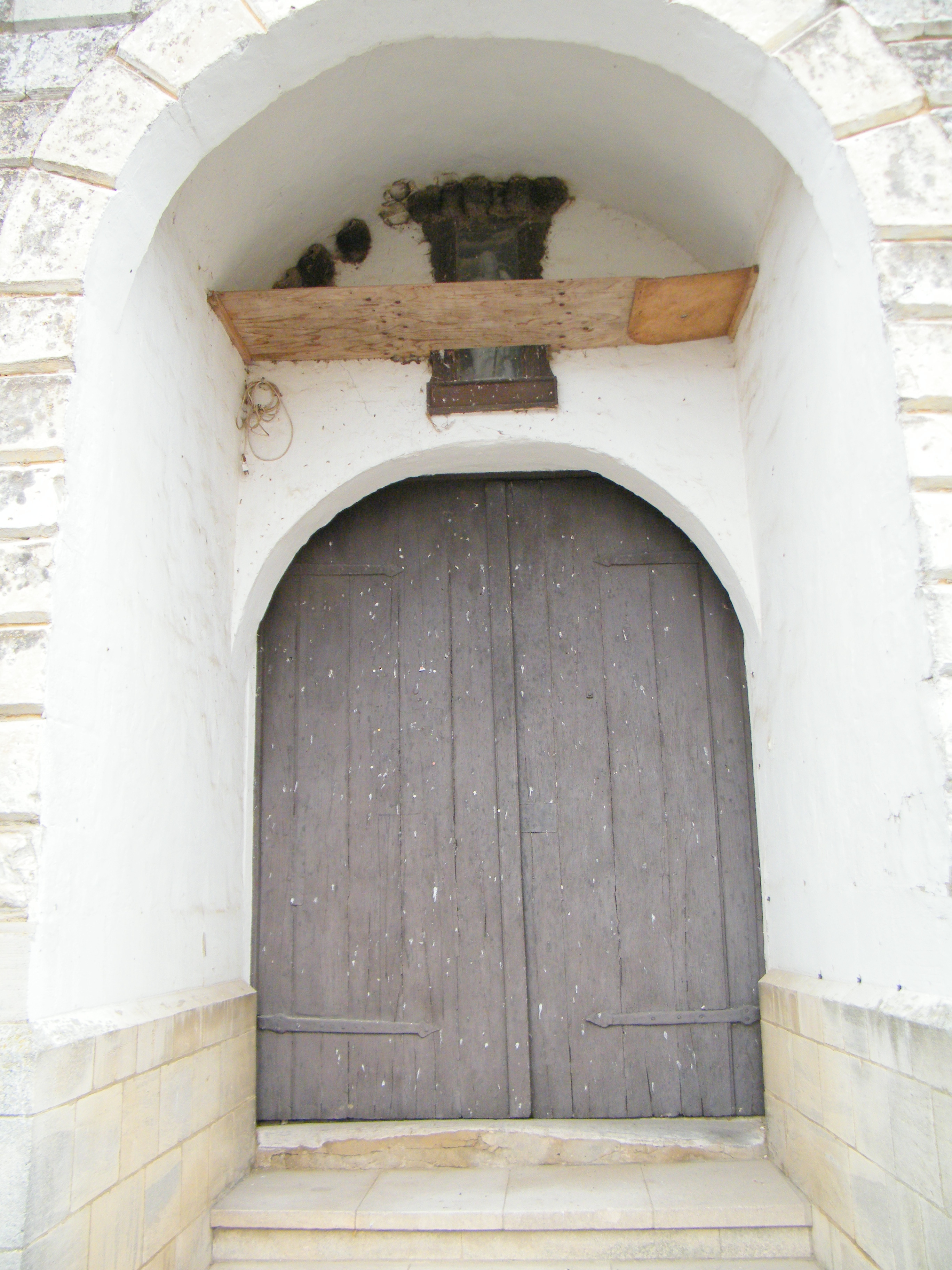
La protection des oiseaux.
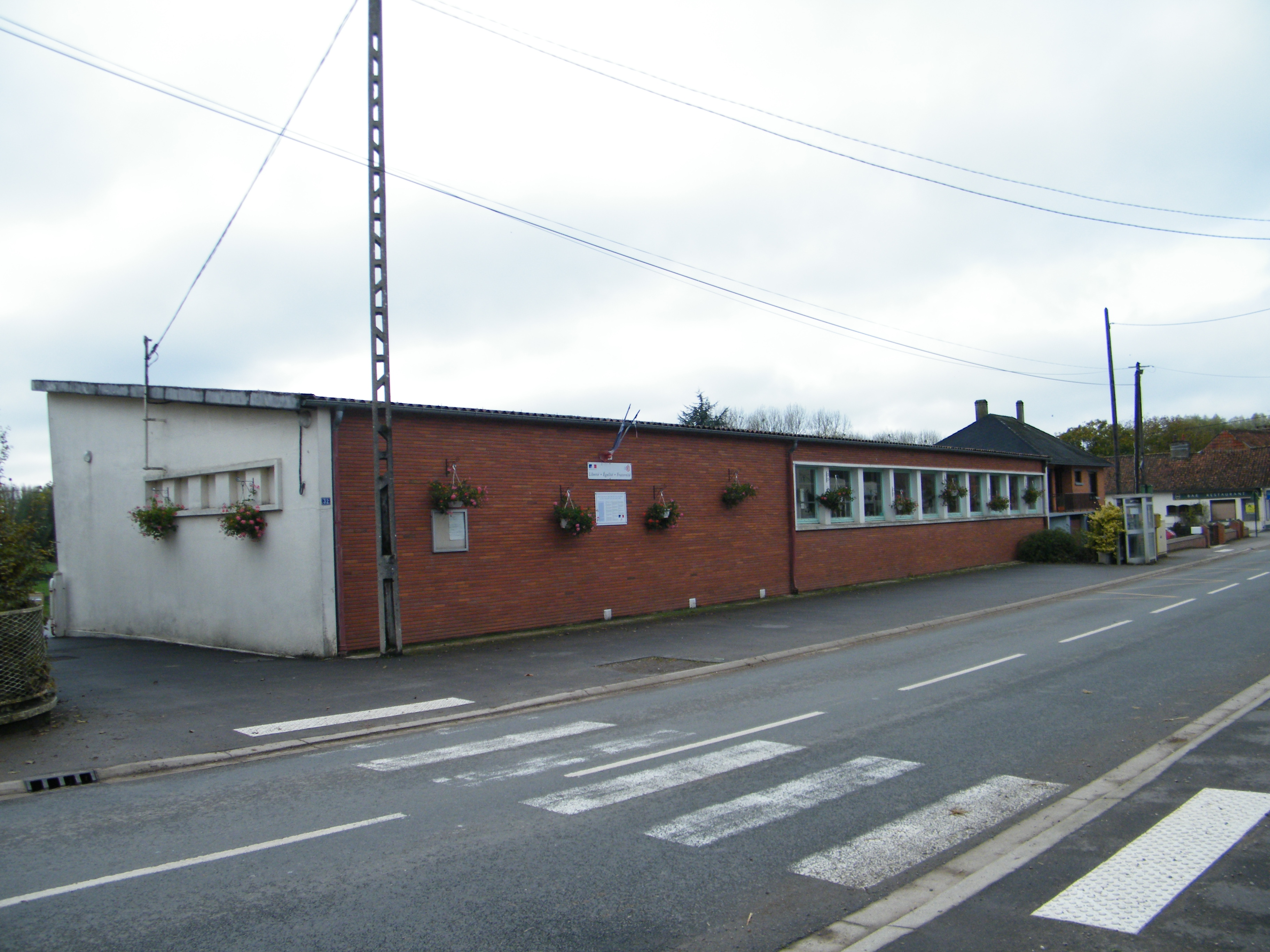
L'école.

### Héraldique
| Blason de Le Ponchel | Blason  | Bandé d'or et d'azur; au franc-canton d'or chargé d'un lion de sable. |
| Blason de Le Ponchel | Détails | Le statut officiel du blason reste à déterminer.                      |

## Pour approfondir